# FKスラビア
FKスラヴィヤ（Fudbalski klub Slavija）は、ボスニア・ヘルツェゴビナ・イストチノ・サラエヴォを本拠地とするセルビア系のサッカークラブ。
1908年に設立され、第二次世界大戦後に解散するが、1992年に復活した。

## 歴史

### 設立 - 1910年代
1908年、サラエヴォのギムナジウムの学生達によって設立されたスポーツクラブを起源とし、クラブはĐački sportski klub（ĐSK）、またはSrednjoškolski sportski klub (SSK)と呼ばれた。そして何人かの学生がザグレブに赴いた際に試合方法を紹介され、サラエヴォに初めてボールを持ち帰った。しかしボスニア・ヘルツェゴビナはオーストリア＝ハンガリー帝国に併合されており、当局がいかなる結社の活動も禁止とする法令を出していたため表立った活動は行われなかった。1909年初頭、クラブはゴールポストもない広場で練習をする状態でサッカークラブとしての活動を始めた。クラブはSKスラヴィア・プラハを参考にクラブカラーを汎スラヴ色にも含まれる赤と白に決めた。
1911年、クラブはウィーンの軍人選抜を相手に初試合を行い、4対2で勝利した。1912年はオーストリア＝ハンガリー帝国の植民地だった南スラブ人地区を回り、親善試合を行った。初のサラエヴォ外遠征はスプリトで、地元のハイドゥク・スプリトと対戦した。最初の試合は4月7日に行われ、ハイドゥクが4対1で勝利した。4月8日は前日とは違う試合を見せ、ĐSKが2対1で勝利した。また、この2試合を告知するポスターにはクラブ名を「オスマン（Osman）」と記された。これは前述の法令に加え、クラブにまだ正式名称が存在しなかったために、ムスリム人の男性名で使われる「オスマン」というおかしな名前をハイドゥク側が作りだしたと言われている。
第二次バルカン戦争の間、民族主義が表に出始めるとクロアチア系のメンバーはクラブを離れ、Hrvatski sportski klub（後にSAŠKと改名）を立ち上げる。セルビア人が主導となったクラブは名称をSrpski sportski klub（SSK）と改めた。改名をしたクラブは存在を公式のものにするべく活動するが、まだオーストリア=ハンガリーの法令下にあった当地では困難な状態が続いた。 1913年末には新しいホームグラウンドを完成させるが、長期間に渡り状況は好転しなかった。
1914年6月サラエボ事件が起こり、オーストリア＝ハンガリーがセルビア王国に宣戦布告。第一次世界大戦が始まり、ボスニア内のセルビア人の状況は益々困難なものとなった。彼らの多くは捕らえられるか、強制的にオーストリア＝ハンガリー軍に徴兵されて戦地に向かった。SSKメンバーの多くも例外ではなく、新しいホームグラウンドも暴徒と化したクロアチア人、ボシュニャク人に焼き払われた。大戦後、当地にユーゴスラビア王国が成立すると、1919年に活動を再開した。

### 1920年代 - 1930年代
1921年、名称をSKスラヴィヤへ改名する。この後、数年をかけクラブは4000人収容の新スタジアムを建設した。学生クラブが原点ということもあり、クラブは若い選手を中心に活動した。
1930年シーズン、王国内のトップレベルに初めて姿を見せた。大会は6クラブによるリーグ戦で行われた。このシーズンは2勝6敗6引き分けの5位という成績で、トップレベルからはじき出されることになった。
トップリーグに復帰したのは1932年。リーグ戦は秋春制に姿を変え、参加クラブは11に増えていた。このシーズンは7勝11敗2引き分けの9位でシーズンを終え、降格を免れた。翌シーズンはトップリーグの開催は無く、1934年に参加クラブが10となりリーグは再開。7勝10敗1引き分けの7位でシーズンを終え、再び降格を免れた。
1935年から1936年のシーズンは躍進の年となった。14クラブが参加したリーグ戦は、ホーム・アンド・アウェーで行われるトーナメントとなった。1回戦はツェティニェを相手に5対4で勝利。準々決勝ではスコピエのグラジャンスキを相手に初戦を1対2で落とすが、2戦目を10対1と記録的なスコアで勝利した。準決勝もノヴィ・サドのNAKを4対2で退け、決勝へ勝ち進む。決勝では前年まで2連覇をしていたBSKベオグラードと対戦。初戦を1対1で終えるが、2戦目を0対1で敗退し準優勝に終わった。

### 解散 - 復活
1941年、ナチス・ドイツを始めとする枢軸軍のユーゴスラビア侵攻により、国内リーグは休止された。終戦後王政が廃止され、ユーゴスラビア共産党の指導でクラブは解散させられた。
ボスニア・ヘルツェゴビナがユーゴスラビアを離脱した後、1992年にクラブは復活。FKスラヴィヤの名でスルプスカ共和国リーグに参加した。2004年からはプレミイェル・リーガに昇格し、2009年にボスニア・ヘルツェゴビナカップで優勝した。

## タイトル
- ボスニア・ヘルツェゴビナカップ：1回
  - 2008-09

- プルヴァ・リーガRS（実質2部）：1回
  - 2003-04

- クプ・レプブリケ・スルプスケ：2回
  - 2005-06, 2007-08

## 過去の成績

### ユーゴスラビアリーグ
トップリーグ参加シーズンのみ記載
| シーズン | 大会方式     | 順位   | 試合 | 勝利 | 引分 | 敗戦 | 得点 | 失点 | 勝点 |
| -------- | ------------ | ------ | ---- | ---- | ---- | ---- | ---- | ---- | ---- |
| 1930     | リーグ       | 5位/6  | 10   | 2    | 2    | 6    | 15   | 23   | 6    |
| 1932-33  | リーグ       | 9位/11 | 7    | 2    | 11   | 6    | 37   | 48   | 16   |
| 1934-35  | リーグ       | 8位/10 | 18   | 7    | 1    | 10   | 26   | 34   | 15   |
| 1935-36  | トーナメント | 2位/14 | 8    | 3    | 3    | 2    | 21   | 11   | -    |
| 1936-37  | リーグ       | 5位/10 | 18   | 7    | 3    | 8    | 36   | 40   | 17   |
| 1937-38  | リーグ       | 5位/10 | 18   | 7    | 4    | 7    | 25   | 28   | 18   |
| 1938-39  | リーグ       | 7位/10 | 22   | 7    | 5    | 10   | 34   | 43   | 19   |
| 1939-40  | リーグ       | 3位/6  | 10   | 7    | 0    | 3    | 14   | 14   | 14   |

### ボスニア・ヘルツェゴビナリーグ
2010年6月2日現在
| シーズン | リーグ       | 順位 | 試合 | 勝利 | 引分 | 敗戦 | 得点 | 失点 | 勝点 | UEFA主催大会           | UEFA主催大会 |
| -------- | ------------ | ---- | ---- | ---- | ---- | ---- | ---- | ---- | ---- | ---------------------- | ------------ |
| 2004-05  | プレミイェル | 10位 | 30   | 12   | 5    | 13   | 36   | 34   | 41   |                        |              |
| 2005-06  | プレミイェル | 5位  | 30   | 12   | 5    | 13   | 41   | 47   | 41   |                        |              |
| 2006-07  | プレミイェル | 3位  | 30   | 17   | 2    | 11   | 41   | 35   | 53   |                        |              |
| 2007-08  | プレミイェル | 9位  | 30   | 14   | 2    | 14   | 39   | 46   | 44   | UEFAインタートトカップ | 2回戦        |
| 2008-09  | プレミイェル | 2位  | 30   | 15   | 7    | 8    | 36   | 28   | 52   |                        |              |
| 2009-10  | プレミイェル | 14位 | 30   | 10   | 5    | 15   | 32   | 46   | 35   | UEFAヨーロッパリーグ   | 予備選3回戦  |

## 欧州の成績
| シーズン | 大会                   | ラウンド  | 対戦相手             | ホーム | アウェー | 合計 |  |
| -------- | ---------------------- | --------- | -------------------- | ------ | -------- | ---- |  |
| 2007     | UEFAインタートトカップ | 1回戦     | サン・ジュリア       | 3-2    | 3-2      | 6-4  |  |
| 2007     | UEFAインタートトカップ | 2回戦     | オツェルル・ガラツィ | 0-0    | 0-3      | 0-3  |  |
| 2009-10  | UEFAヨーロッパリーグ   | 予選2回戦 | オールボーBK         | 3-1    | 0-0      | 3-1  |  |
| 2009-10  | UEFAヨーロッパリーグ   | 予選3回戦 | コシツェ             | 0-2    | 1-3      | 1-5  |  |

## 現所属メンバー
2013年6月現在
注：選手の国籍表記はFIFAの定めた代表資格ルールに基づく。
| No. | Pos. |                          | 選手名                           |
| --- | ---- | ------------------------ | -------------------------------- |
| 4   | FW   | セルビア                 | ドゥシュコ・ラドサヴリェヴィッチ |
| 5   | DF   | ボスニア・ヘルツェゴビナ | エミル・ホジュルダ               |
| 6   | DF   | ボスニア・ヘルツェゴビナ | ゴラン・ポポヴィッチ             |
| 7   | MF   | ボスニア・ヘルツェゴビナ | ネディム・オグレチェヴァツ       |
| 8   | MF   | ボスニア・ヘルツェゴビナ | ペタル・ミティッチ               |
| 9   | FW   | モンテネグロ             | イゴル・ラムブリッチ             |
| 10  | FW   | ボスニア・ヘルツェゴビナ | ゾラン・ココト                   |
| 11  | MF   | ボスニア・ヘルツェゴビナ | ミリャン・ゴヴェダリツァ         |
| 15  | FW   | ボスニア・ヘルツェゴビナ | ネマニャ・ヴェイノヴィッチ       |
| 16  | MF   | ボスニア・ヘルツェゴビナ | ネマニャ・プロダノヴィッチ       |
| 17  | MF   | ボスニア・ヘルツェゴビナ | ニコラ・ラドヴィッチ             |
| 18  | MF   | ボスニア・ヘルツェゴビナ | ミルティン・イヴァノヴィッチ     |
| 21  | MF   | ボスニア・ヘルツェゴビナ | アネル・サルコヴィッチ           |

| No. | Pos. |                          | 選手名                     |
| --- | ---- | ------------------------ | -------------------------- |
| 22  | DF   | ボスニア・ヘルツェゴビナ | ヴェダド・シャバノヴィッチ |
| 24  | DF   | ボスニア・ヘルツェゴビナ | ムラデン・レメズ           |
| 25  | MF   | ボスニア・ヘルツェゴビナ | エミル・ゼバ               |
| 26  | MF   | ボスニア・ヘルツェゴビナ | ダミル・オスマンコヴィッチ |
| 31  | GK   | ボスニア・ヘルツェゴビナ | ムラデン・ルチッチ         |
| -   | GK   | ボスニア・ヘルツェゴビナ | ミロシュ・クブラ           |
| -   | DF   | ボスニア・ヘルツェゴビナ | サシャ・ラドヴァノヴィッチ |
| -   | DF   | ボスニア・ヘルツェゴビナ | ミロシュ・ギゴヴィッチ     |
| -   | MF   | ボスニア・ヘルツェゴビナ | エディン・ドゥド           |
| -   | MF   | ボスニア・ヘルツェゴビナ | ニコラ・ラドヴィッチ       |
| -   | MF   | セルビア                 | ジャルコ・カラマティッチ   |
| -   | MF   | セルビア                 | フィリップ・オスマン       |
| -   | FW   | ボスニア・ヘルツェゴビナ | トニ・ペルヴァン           |